# Zygophylax tizardensis
Zygophylax tizardensis är en nässeldjursart som beskrevs av James Barrie Kirkpatrick 1890. Zygophylax tizardensis ingår i släktet Zygophylax och familjen Lafoeidae. Inga underarter finns listade i Catalogue of Life.